# كاسيوس لنجين السوري
كاسيوس لنجين السوري فيلسوف سوري من القرن الثالث الميلادي، غير معروف مكان مولده ولا سنته، ذكره أوسابيوس في تاريخه. درس لنجين الفلسفة على يد الفيلسوف بلوتين في الإسكندرية، ثم أنتج مدرسة في أثينا يدرس فيها الفلسفة الأفلاطونية، وكان من بين تلاميذه برفير الصوري. سمعت زنوبيا ملكة تدمر بأخبار شهرته واستقدمته إليها وأقامته أولا أستاذا في بلاطها، ثم استوزرته فكان كبير وزرائها. وعند غزو تدمر من قبل أورليان أمر بقتله فتحمل العذاب المبرح باسلا جلدا لا يهزه وجل أو ارتعاد.

## مؤلفاته
ألف كتبا عديدة في الفصاحة والفلسفة لم يتوصل إلينا منها إلا مقالة في أسلوب الكلام السامي، وهي من أحسن ما ألف في انتقاد الكلام، على أن بعضهم في هذه الأيام يعزو هذه المقالة إلى بلوترخ أو إلى ديونسيوس الأليكرناسي، وقد طبعت هذه المقالة مرات عديدة، ومن طبعاتها الأخيرة كانت طبعة وايسك في أكسفورد سنة 1802  م وطبعة اجر في باريس سنة 1837  م، وممن ترجموها إلى الفرنسية العالم بوجولا سنة 1853  م.